# Carolyn Waldo
Carolyn Waldo (Montréal, 11 december 1964) is een Canadese synchroonzwemmster en presentatrice met tweemaal Olympisch goud en eenmaal Olympisch zilver. Daarnaast won Waldo vier Wereldtitels. Waldo was gespecaliseerd in alle drie de onderdelen; solo, duet en team.

## Levensloop

### 1980-1984
Waldo begon op elfjarige leeftijd met synchroonzwemmen en werd in 1980 geselecteerd voor het Canadese nationale ploeg op vijftienjarige leeftijd. In 1982 won ze haar eerste Wereldkampioenschap met het Canadese ploeg en het jaar daarop won het team de Pan-Amerikaanse Spelen. Synchroonzwemmen stond voor het eerst op het Olympisch programma tijdens de Olympische Spelen van 1984, maar alleen in de individuele en duetwedstrijden en niet op het team onderdeel waar Waldo Wereldkampioen op was. Carolyn Waldo deed mee aan het individuele onderdeel en won zilver achter de Amerikaanse Tracie Ruiz. Op het onderdeel duet was Waldo niet geselecteerd.

### 1985-1988
Vanaf 1985 nam Carolyn Waldo deel aan de dueten met Michelle Cameron. Tijdens de Fina Cup van 1985 won Waldo de solowedstrijd, het duet met Cameron en de teamwedstrijd met de Canadese ploeg. Waldo herhaalde dit drievoudige succes het jaar daarop op de Wereldkampioenschappen synchroonzwemmen 1986. Tijdens de Gemenebestspelen 1986 won ze het duet met Cameron en de jonge Sylvie Fréchette kwam voor Canada uit in het individuele onderdeel en won ook. Maar voorlopig bleef Carolyn Waldo de sterkste Canadese en was ook succesvol op de Pan-Amerikaanse Spelen 1987 waar een zilveren medaille werd gewonnen op het duet met Cameron. Daarna behaalde Waldo het grootste succes uit haar carrière op de Olympische Spelen 1988, nadat ze al de Canadese vlag had gedragen tijdens de openingsceremonie. Het eerste succes werd gewonnen op het solo onderdeel waar Waldo de beste was. Een dag later was het duet, Cameron en Waldo zwommen op de muziek van "Spartacus" voor hun olympische duet. Met hun dramatische, technisch moeilijke begin, trage artistieke middenstuk en snelle, pakkende slot versloegen ze de Amerikaanse Josephson-tweeling; Karen Josephson en Sarah Josephson met 0,433 punten en wonnen ze de gouden medaille. Hiermee was Waldo de eerste Canadese vrouw met twee gouden medailles op dezelfde Olympische spelen.
Waldo was al behoorlijk populair vóór de Olympische Spelen in Canada; haar dubbele Olympische overwinning, slechts enkele dagen nadat de Canadese sprinter Ben Johnson zijn gouden medaille had moeten inleveren vanwege doping, maakte haar tot een soort nationale held. Carolyn Waldo ontving in 1988 de Lou Marsh Trophy als Canadese Sportpersoonlijkheid van het Jaar. Ze stopte in 1988 met actieve sport, maar is sindsdien verschenen als sportverslaggever op de Canadese televisie. Waldo is Officier in de Orde van Canada en is sinds 1994 lid van de International Swimming Hall of Fame (ISHOF). Daarnaast ontving Waldo de Bobbie Rosenfeld Award in 1987.

## Persoonlijk
Waldo verdronk bijna op driejarige leeftijd en overwon haar angst voor water zeven jaar later op tienjarige leeftijd. Ze kreeg sponsoring van Sears Canada voor haar uitrusting toen ze nog een actieve speelster was, en nadat haar actieve carrière ten einde kwam, werkte ze als sportanker voor CTV News in Ottawa totdat ze in 2015 werd ontslagen.